# Time (музичка група)
Time је била једна од најпопуларнијих југословенских рок група, која је основана 1971. године.
Након одласка из састава Корни група, Дадо Топић заједно са Владимиром Михаљеком формира групу Time. Први албум издају 1972. године, затим 1975. Time II и 1976. Живот у чизмама са високом петом. Након бројних концерата и наступа по разним фестивалима, састав 1977. престаје са деловањем.

## Историја

### Почетак
Дадо Топић у септембру 1971. одлази из састава Корни Група и у Загребу уз помоћ менаџера Владимира Михаљека оснива састав Time. Састав је службено настао у новембру 1971, поставу су чинили: Дадо Топић, вокал, Тихомир Поп Асановић, клавијатуре, Ведран Божић, гитара (бивши члан Робота), Марио Маврин, бас, Ратко Дивјак и Бране Ламберт Живковић, клавир и флаута.

### Time: први албум
Први ЛП издају 1972,, за који је Топић већину композиција написао још док је био члан Корни групе. Први тираж штампан је у пет стотина примерака, јер се у то време није веровало да домаћи албум има комерцијални потенцијал. Како је продаја кренула изненађујуће добро, плоча је годинама касније редовно накнадно штампана (ЦД реиздање из 1990. године садржи бонус композиције Македонија и Да ли знаш да те волим). На албуму се нашла епски широка композиција За који живот треба да се родим, џез оријентисана Краљ алкохол (музика Алберто Краснићи), Истина машина, необавезна Хегедупа упа и балада Пјесма Но. 3. Оригинална постава дала је неколико врло убедљивих концерата, а онда је почело са одласцима музичара што је постала карактеристика састава током читаве каријере.
Топић је неколико месеци провео у Немачкој где је са Ведраном Божићем свирао по клубовима, а Асановић је отишао на турнеју у СССР као члан Нових фосила. По повратку у земљу, Топић је наступао са Југословенском поп селекцијом коју је основао Поп Асановић. Састав Time и Поп селекција учествовале су на Светском фестивалу омладине у Берлину, у тадашњој источној Немачкој где су добили награду за Асановићеву композицију "Берлин". Свирали су у Аустрији као предгрупа на турнеји енглеског састава East of Eden, као и на БООМ фестивалу 1973. године, а њихова композиција Реци ми циганко што у моме длану пише објављена је уживо на албуму BOOM Pop Fest '73 (Југотон 1973).

### Time II
Почетком 1974. Топић је учествовао на снимању албума Мајко земљо Тихомира Асановића на коме је певао и био је аутор музике и текстова. Чланови Поп селекције основали су касније састав Септембер с којима је Топић повремено наступао. У два наврата, током 1974, Топић је био у затвору због избегавања војне обавезе. Током боравка у васпитној установи написао је композиције за следећи албум Time II који је снимио с Асановићем, Дивјаком и Драгим Јелићем из YU групе који је у то време у Љубљани боравио на одслужењу војног рока. Албум излази 1975. од издавача ПГП РТБ. Топић је свирао бас, а на плочи су се нашли троминутни хитови "Алфа Ромео ГТА", "Док ја и мој миш свирамо Џез", заточеништвом инспирисана Живети слободно, баладе Да ли знаш да те волим, "Дивље гуске" и "Балада о 2000" за коју је музику написао Алберто Краснићи.
Завршивши снимање, новембра 1974. отишао је на одслужење војног рока у Цеље. По изласку из војске, октобар 1975. г. кратко је промовисао други албум, а затим се преселио у Лондон где је као басиста свирао са саставом "Фоундатионс". С њим у групи био је и Петеј и они су одсвирали 43 концерта по Енглеској. После те турнеје Топић и Петеј су у Југославији обновили Time. Убрзо им се придружио енглески клавијатуриста Крис Николс.

### Живот у чизмама са високом петом
Time су свирали на БOOM фестивалу 1976. и концертна верзија композиције "Да ли знаш да те волим" забележена је на плочи BOOM '76 (ПГП РТБ 1976). Следећи њихов албум Живот у чизмама са високом петом, Топић је снимио у Минхену са музичарима: Ведран Божић (гитара), Крис Николс (клавијатуре), Ратко Дивјак (бубњеви), Кареи Чарли Новак (бас гитара), Иван "Пико" Станчић ( бубњеви) и Зденка Ковачичек (пратећи вокали). Овом плочом Топић је понудио концепцијски албум који за тему има живот рок звезде. На материјалу налази се хит композиција Рокенрол у Београду. Следеће две године Топић је редовно свирао опроштајне турнеје групе Time. Тако је снимак њиховог наступа одржаног 6. новембар 1976. у новосадском студију "Иви" забележен на двоструком компилацијском албуму "Рандеву с музиком" (Југотон 1977). Уз друге саставе, Time је заступљен са композицијама "Живот у чизмама са високом петом" и "Дивље гуске". Крајем 1977. пропала је комбинација са супер групом "К2" у којој је требало да буду Корнелије Ковач, Дадо Топић, Ратко Дивјак, Чарли Новак, Слоба Марковић и Јосип Бочек. Када су се крајем 1977. године Петеј и Ведран запослили као студијски музичари, група Time је званично престала са радом.

## Након Тајма
Топић и Николс су приступили београдском саставу Рибели која је име променила у Мама Ко Ко. Редовно су наступали у Дому омладине Београда и пратили Здравка Чолића на турнеји Путујући земљотрес. Бројни верни обожаваоци тешко су му опростили што је као басиста био у пратећој групи типичне поп звезде. Топић је у дуету с Борисом Аранђеловићем певао на синглу састава Смак На Балкану 1979. године.
Са Слађаном Милошевић Топић је за Песму Евровизије снимио поп композицију Принцеза која се појавила на макси синглу. Успех те сарадње довео је до објављивања заједничког ЦД-а на коме се налази избор композиција из њихове музичке каријере.
Крајем осамдесетих Топић се преселио у Аустрију где је 1993. године објавио мини ЦД "Call it love". На њему су четири мејнстрим оријентисане песме.
Године 1998. Топић је са Ведраном Божићем, Ратком Дивјаком и младим музичарима поново покренуо групу Time, али само повремено наступају.
2019. године, Croatia Records реиздаје први албум групе на плочи у ограниченом тиражу, као и на ЦД.
Први албум је 2022. године доживео још једно реиздање поводом 50 година од његовог изласка, са материјалом резан у пола брзине на плочи.

## Дискографија

### Албуми
- 1972: Time (Југотон)
- 1975: Time II (ПГП РТБ)
- 1976: Живот у чизмама са високом петом (ПГП РТБ)

### Синглови
- 1973: "Живот мој / Пјесма Но.3" (Југотон)
- 1973: "Реци Циганко, што ми у длану пише / Македонија" (Југотон)
- 1975: "Кад једном откријем човјека у себи / Да ли знаш да те волим" (ПГП РТБ)
- 1976: "Тин и Тина / Док сједим овако у твојој близини" (ПГП РТБ)
- 1976: "Кад смо ја и мој миш били боксери / Док ја и мој миш свирамо јазз" (ПГП РТБ)
- 1976: "Пожели нешто / Суперстар" (ПГП РТБ)